# Matteo Grifoni
Matteo Grifoni detto Matteo dell'Angiol santo (Sant'Angelo in Vado, ... – Crema, XV secolo) fu Capitano di servizio a Perugia, successivamente venne nominato generale di fanteria prima a Firenze e poi generale di fanteria a Venezia.
Famoso per la scalata e la presa di San Leo del 22 ottobre del 1441. In quella notte Matteo Grifoni, assegnatigli 20 compagni alle dipendenze del Duca Federico da Montefeltro, ascese il precipizio di San Leo con corde, ramponi, e 8 insegne del ducato Feltresco. Fattosi giorno gli assalitori attesero le trombe dell'esercito feltresco che si trovava nei pressi della città e presero possesso della rocca con le insegne spiegate. Gli avversari malatestiani, colti di sorpresa, non seppero reagire e San Leo passò quindi al ducato D'Urbino.